# Da zero a infinito - La grande storia del nulla
Da zero a infinito - La grande storia del nulla (The Book of Nothing) è un saggio di John David Barrow del 2001.
È stato tradotto in italiano per Arnoldo Mondadori Editore nel 2005.

## Contenuto
Il saggio tratta l'idea del vuoto e del nulla attraversando i concetti matematici, teologici, storici e filosofici che lo rappresentano. L'autore ripercorre la storia del concetto di "nulla", partendo dal numero zero, dalla meccanica quantistica e dai buchi neri, proponendo alcune ipotesi su come tale concetto possa influenzare il futuro dell'universo e della vita umana.
Barrow riprende parte dell'analisi della cosmologia moderna sul tema, analizzando come, secondo lui, l'espansione e l'accelerazione dell'universo aumenteranno all'infinito e le stelle saranno inghiottite dai buchi neri che ingrandiranno a tal punto da consumare tutta la materia esistente. Secondo Barrow l'universo terminerà senza alcuna forma di vita.

## Edizioni
- John David Barrow, Da Zero a Infinito – La Grande Storia del Nulla, traduzione di Tullio Cannillo, Milano, Mondadori, 2005,  pp. 370, ISBN 978-88-04-54317-6.